# Chu chuyển của tư bản

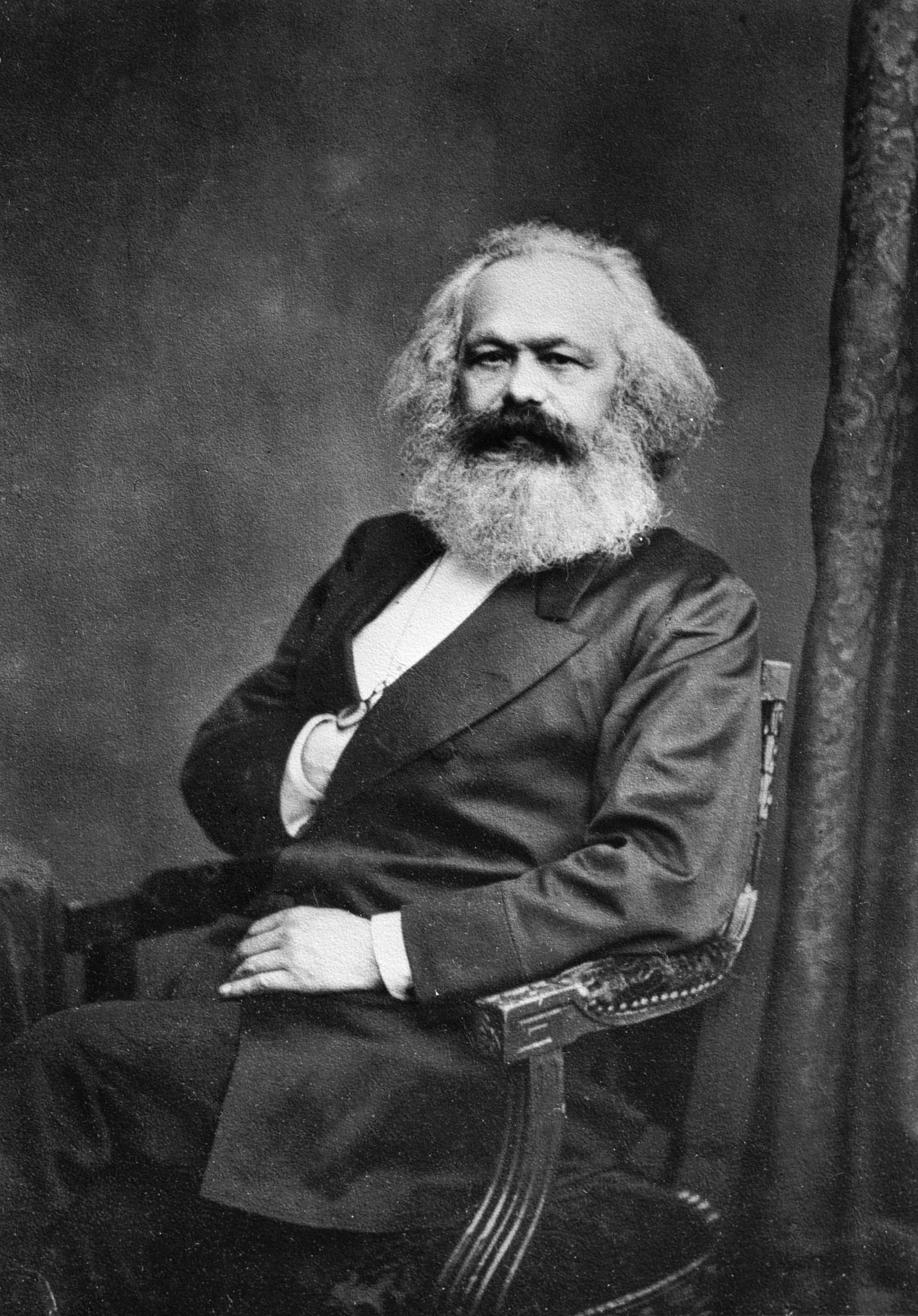
Mác - người đưa ra các khái niệm về kinh tế chính trị

Trong kinh tế chính trị Marx-Lenin, chu chuyển của tư bản là sự tuần hoàn của tư bản được lặp đi lặp lại không ngừng. Chu chuyển của tư bản nói lên tốc độ vận động của tư bản cá biệt.

## Thời gian chu chuyển
Thời gian tư bản thực hiện được một vòng tuần hoàn gọi là thời gian chu chuyển của tư bản. Thời gian chu chuyển của tư bản bao gồm thời gian sản xuất và thời gian lưu thông. Thời gian sản xuất là thời gian tư bản nằm ở trong lĩnh vực sản xuất. Thời gian sản xuất bao gồm: 
- Thời gian lao động
- Thời gian gián đoạn lao động
- Thời gian dự trữ sản xuất.

Thời gian sản xuất của tư bản dài hay ngắn là do tác động của các nhân tố như:
- Tính chất của ngành sản xuất, ví dụ ngành đóng tàu thời gian sản xuất thường dài hơn ngành dệt vải hay dệt thảm trơn thời gian thường ngắn hơn dệt thảm trang trí hoa văn....
- Quy mô hoặc chất lượng các sản phẩm ví dụ như xây dựng một xí nghiệp, công xưởng mất thời gian dài hơn xây dựng một nhà ở thông thường.
- Thời gian vật sản xuất chịu tác động của quá trình tự nhiên dài hay ngắn.
- Năng suất lao động.
- Dự trữ sản xuất.

Thời gian lưu thông là thời gian tư bản nằm trong lĩnh vực lưu thông. Trong thời gian lưu thông, tư bản không làm chức năng sản xuất, do đó không sản xuất ra hàng hóa, cũng không sản xuất ra giá trị thặng dư. Thời gian lưu thông gồm có thời gian mua và thời gian bán hàng hóa. Thời gian lưu thông dài hay ngắn là do các nhân tố sau quy định: 
- Thị trường xa hay gần
- Tình hình thị trường xấu hay tốt
- Trình độ phát triển của ngành giao thông vận tải, bưu chín viễn thông...

Thời gian chu chuyển của tư bản càng ngắn thì càng tạo điều kiện cho giá trị thặng dư được sản xuất ra nhiều hơn, tư bản càng lớn nhanh hơn.

## Tốc độ chu chuyển
Các tư bản khác nhau hoạt động trong những lĩnh vực khác nhau thì số lần chu chuyển trong một đơn vị thời gian (một năm) không giống nhau, nói cách khác, tốc độ chu chuyển của chúng khác nhau. Tốc độ chu chuyển của tư bản đo bằng số lần (vòng) chu chuyển của tư bản trong một năm.
Tốc độ chu chuyển của tư bản tỉ lệ nghịch với thời gian chu chuyển của tư bản. Muốn tăng tốc độ chu chuyển của tư bản phải giảm thời gian sản xuất và thời gian lưu thông của nó.
Lực lượng sản xuất phát triển, kỹ thuật tiến bộ, những tiến bộ về mặt tổ chức sản xuất, việc áp dụng những thành tựu của hoá học, sinh học hiện đại vào sản xuất, phương tiện vận tải và bưu điện phát triển, tổ chức mậu dịch được cải tiến... cho phép rút ngắn thời gian chu chuyển của tư bản, do đó, tăng tốc độ chu chuyển của tư bản.